# Fed Cup 2014 – baráž Světové skupiny
V baráži Světové skupiny Fed Cupu 2014 se mezi 19. a 20. dubnem utkaly čtyři týmy, které prohrály v 1. kole Světové skupiny – Rusko, Slovensko, Spojené státy, Španělsko, se čtyřmi vítěznými družstvy ze Světové skupiny II – Argentinou, Francií, Kanadou a Polskem. Podle aktuálního žebříčku ITF byly čtyři nejvýše klasifikované týmy nasazeny. 
Vítězové se kvalifikovali do Světové skupiny a poražení do Světové skupiny II pro rok 2015.

## Barážová utkání

### Rusko vs. Argentina
| Adler-Arena, Soči, Rusko 19.–20. dubna 2014 antuka (hala) | |                                                                              |     |     |    |            |
| \| 1. \| \| Jelena Vesninová Paula Ormaecheaová \| 6 3 \| 6 3 \| \| \| \| 2. \| \| Jekatěrina Makarovová María Irigoyenová \| 7 5 \| 6 1 \| \| \| \| 3. \| \| Jekatěrina Makarovová Paula Ormaecheaová \| 6 1 \| 6 2 \| \| \| \| 4. \| \| Jelena Vesninová María Irigoyenová \| \| \| \| nehrálo se \| \| 5. \| \| Valerija Solovjovová / Jelena Vesninová Victoria Bosiová / Naděžda Podoroská \| 6 2 \| 6 1 \| \| \| \| Nominace \| \| \| \| \| \| \| \| \| Rusko: Jekatěrina Makarovová, Jelena Vesninová, Valerija Solovjovová, Darja Kasatkinová nehrající kapitánka Anastasija Myskinová \| \| \| \| \| \| \| \| Argentina: Paula Ormaecheaová, María Irigoyenová, Victoria Bosiová, Naděžda Podoroská nehrající kapitánka María-Jose Gaidanová \| \| \| \| \| \| \| Podrobnosti \| \| \| \| \| \| \| \| \| Rusko výhrou zvýšilo vzájemný poměr mezistátních zápasů na 3:0. Ruské tenistky tak uhájily 16 let trvající nepřetržitou účast ve Světové skupině. \| \| \| \| \| \| | |                                                                              |     |     |    |            |
| | |                                                                              | 1.  | 2.  | 3. |            |
| 1. | | Jelena Vesninová Paula Ormaecheaová                                          | 6 3 | 6 3 |    |            |
| 2. | | Jekatěrina Makarovová María Irigoyenová                                      | 7 5 | 6 1 |    |            |
| 3. | | Jekatěrina Makarovová Paula Ormaecheaová                                     | 6 1 | 6 2 |    |            |
| 4. | | Jelena Vesninová María Irigoyenová                                           |     |     |    | nehrálo se |
| 5. | | Valerija Solovjovová / Jelena Vesninová Victoria Bosiová / Naděžda Podoroská | 6 2 | 6 1 |    |            |
| Nominace | |                                                                              |     |     |    |            |
| | Rusko: Jekatěrina Makarovová, Jelena Vesninová, Valerija Solovjovová, Darja Kasatkinová nehrající kapitánka Anastasija Myskinová                  |                                                                              |     |     |    |            |
| | Argentina: Paula Ormaecheaová, María Irigoyenová, Victoria Bosiová, Naděžda Podoroská nehrající kapitánka María-Jose Gaidanová                    |                                                                              |     |     |    |            |
| Podrobnosti | |                                                                              |     |     |    |            |
| | Rusko výhrou zvýšilo vzájemný poměr mezistátních zápasů na 3:0. Ruské tenistky tak uhájily 16 let trvající nepřetržitou účast ve Světové skupině. |                                                                              |     |     |    |            |

### Kanada vs. Slovensko
| PEPS, Québec, Kanada 19.–20. dubna 2014 tvrdý (hala) | |                                                                                     |       |     |          |            |
| \| 1. \| \| Aleksandra Wozniaková Jana Čepelová \| 4 6 \| 7 5 \| 7 5 \| \| \| 2. \| \| Eugenie Bouchardová Kristína Kučová \| 7 60 \| 2 6 \| 6 1 \| \| \| 3. \| \| Eugenie Bouchardová Jana Čepelová \| 78 66 \| 6 3 \| \| \| \| 4. \| \| Aleksandra Wozniaková Kristína Kučová \| \| \| \| nehrálo se \| \| 5. \| \| Gabriela Dabrowská / Sharon Fichmanová Janette Husárová / Anna Karolína Schmiedlová \| 4 6 \| 7 5 \| [9] [11] \| \| \| Nominace \| \| \| \| \| \| \| \| \| Kanada: Eugenie Bouchardová, Sharon Fichmanová, Aleksandra Wozniaková, Gabriela Dabrowská nehrající kapitán Sylvian Bruneau \| \| \| \| \| \| \| \| Slovensko: Jana Čepelová, Anna Karolína Schmiedlová, Kristína Kučová, Janette Husárová nehrající kapitán Matěj Lipták \| \| \| \| \| \| \| Podrobnosti \| \| \| \| \| \| \| \| \| Kanada výhrou vyrovnala pasivní bilanci se Slovenskem na 1:1, když jediný duel předtím odehrály ve druhé světové skupině 1997. Kanada postoupila do Světové skupiny vůbec poprvé v historii. \| \| \| \| \| \| | |                                                                                     |       |     |          |            |
| | |                                                                                     | 1.    | 2.  | 3.       |            |
| 1. | | Aleksandra Wozniaková Jana Čepelová                                                 | 4 6   | 7 5 | 7 5      |            |
| 2. | | Eugenie Bouchardová Kristína Kučová                                                 | 7 60  | 2 6 | 6 1      |            |
| 3. | | Eugenie Bouchardová Jana Čepelová                                                   | 78 66 | 6 3 |          |            |
| 4. | | Aleksandra Wozniaková Kristína Kučová                                               |       |     |          | nehrálo se |
| 5. | | Gabriela Dabrowská / Sharon Fichmanová Janette Husárová / Anna Karolína Schmiedlová | 4 6   | 7 5 | [9] [11] |            |
| Nominace | |                                                                                     |       |     |          |            |
| | Kanada: Eugenie Bouchardová, Sharon Fichmanová, Aleksandra Wozniaková, Gabriela Dabrowská nehrající kapitán Sylvian Bruneau                                                                  |                                                                                     |       |     |          |            |
| | Slovensko: Jana Čepelová, Anna Karolína Schmiedlová, Kristína Kučová, Janette Husárová nehrající kapitán Matěj Lipták                                                                        |                                                                                     |       |     |          |            |
| Podrobnosti | |                                                                                     |       |     |          |            |
| | Kanada výhrou vyrovnala pasivní bilanci se Slovenskem na 1:1, když jediný duel předtím odehrály ve druhé světové skupině 1997. Kanada postoupila do Světové skupiny vůbec poprvé v historii. |                                                                                     |       |     |          |            |

### Spojené státy americké vs. Francie
| Chaifetz Arena, St. Louis, Spojené státy americké 19.–20. dubna 2014 tvrdý (hala) | |                                                                              |      |      |     |  |
| \| 1. \| \| Sloane Stephensová Caroline Garciaová \| 3 6 \| 2 6 \| \| \| \| 2. \| \| Madison Keysová Alizé Cornetová \| 64 7 \| 7 64 \| 6 3 \| \| \| 3. \| \| Sloane Stephensová Virginie Razzanová \| 6 2 \| 6 4 \| \| \| \| 4. \| \| Madison Keysová Caroline Garciaová \| 4 6 \| 3 6 \| \| \| \| 5. \| \| Madison Keysová / Sloane Stephensová Caroline Garciaová / Virginie Razzanová \| 2 6 \| 5 7 \| \| \| \| Nominace \| \| \| \| \| \| \| \| \| Spojené státy americké: Sloane Stephensová, Madison Keysová, Christina McHaleová, Lauren Davisová nehrající kapitánka Mary Joe Fernandezová \| \| \| \| \| \| \| \| Francie: Alizé Cornetová, Caroline Garciaová, Virginie Razzanová, Claire Feuersteinová nehrající kapitánka Amélie Mauresmová \| \| \| \| \| \| \| Podrobnosti \| \| \| \| \| \| \| \| \| Francie zdolala Spojené státy podruhé v historii, když dalších 11 utkání prohrála. Jediné vítězství před tímto duelem zaznamenala ve finále Fed Cupu 2003. Američanky, které tvořily nejúspěšnější družstvo se 17 tituly, sestoupily teprve podruhé v historii ze Světové skupiny. Poprvé je v baráži 2011 vyřadilo Německo. \| \| \| \| \| \| | |                                                                              |      |      |     |  |
| | |                                                                              | 1.   | 2.   | 3.  |  |
| 1. | | Sloane Stephensová Caroline Garciaová                                        | 3 6  | 2 6  |     |  |
| 2. | | Madison Keysová Alizé Cornetová                                              | 64 7 | 7 64 | 6 3 |  |
| 3. | | Sloane Stephensová Virginie Razzanová                                        | 6 2  | 6 4  |     |  |
| 4. | | Madison Keysová Caroline Garciaová                                           | 4 6  | 3 6  |     |  |
| 5. | | Madison Keysová / Sloane Stephensová Caroline Garciaová / Virginie Razzanová | 2 6  | 5 7  |     |  |
| Nominace | |                                                                              |      |      |     |  |
| | Spojené státy americké: Sloane Stephensová, Madison Keysová, Christina McHaleová, Lauren Davisová nehrající kapitánka Mary Joe Fernandezová |                                                                              |      |      |     |  |
| | Francie: Alizé Cornetová, Caroline Garciaová, Virginie Razzanová, Claire Feuersteinová nehrající kapitánka Amélie Mauresmová |                                                                              |      |      |     |  |
| Podrobnosti | |                                                                              |      |      |     |  |
| | Francie zdolala Spojené státy podruhé v historii, když dalších 11 utkání prohrála. Jediné vítězství před tímto duelem zaznamenala ve finále Fed Cupu 2003. Američanky, které tvořily nejúspěšnější družstvo se 17 tituly, sestoupily teprve podruhé v historii ze Světové skupiny. Poprvé je v baráži 2011 vyřadilo Německo. |                                                                              |      |      |     |  |

### Španělsko vs. Polsko
| Barcelona Tennis Olimpic, Barcelona, Španělsko 19.–20. dubna 2014 antuka (venku) | |                                                                                                  |     |     |     |  |
| \| 1. \| \| Sílvia Solerová Espinosová Agnieszka Radwańská \| 2 6 \| 2 6 \| \| \| \| 2. \| \| María Teresa Torrová Florová Urszula Radwańská \| 4 6 \| 6 0 \| 6 1 \| \| \| 3. \| \| María Teresa Torrová Florová Agnieszka Radwańská \| 3 6 \| 2 6 \| \| \| \| 4. \| \| Sílvia Solerová Espinosová Urszula Radwańská \| 6 1 \| 6 3 \| \| \| \| 5. \| \| Anabel Medinaová Garriguesová / Sílvia Solerová Espinosová Agnieszka Radwańská / Alicja Rosolská \| 4 6 \| 2 6 \| \| \| \| Nominace \| \| \| \| \| \| \| \| \| Španělsko: María Teresa Torrová Florová, Estrella Cabezaová Candelaová, Sílvia Solerová Espinosová, Anabel Medinaová Garriguesová, nehrající kapitánka Conchita Martínezová \| \| \| \| \| \| \| \| Polsko: Agnieszka Radwańská, Urszula Radwańská, Paula Kaniová, Alicja Rosolská nehrající kapitán Tomasz Wiktorowski \| \| \| \| \| \| \| Podrobnosti \| \| \| \| \| \| \| \| \| Polsko postoupilo do nejvyšší etáže soutěže – Světové skupiny, poprvé od roku 1994. Španělsko ji rok po návratu opět opustilo. \| \| \| \| \| \| | |                                                                                                  |     |     |     |  |
| | |                                                                                                  | 1.  | 2.  | 3.  |  |
| 1. | | Sílvia Solerová Espinosová Agnieszka Radwańská                                                   | 2 6 | 2 6 |     |  |
| 2. | | María Teresa Torrová Florová Urszula Radwańská                                                   | 4 6 | 6 0 | 6 1 |  |
| 3. | | María Teresa Torrová Florová Agnieszka Radwańská                                                 | 3 6 | 2 6 |     |  |
| 4. | | Sílvia Solerová Espinosová Urszula Radwańská                                                     | 6 1 | 6 3 |     |  |
| 5. | | Anabel Medinaová Garriguesová / Sílvia Solerová Espinosová Agnieszka Radwańská / Alicja Rosolská | 4 6 | 2 6 |     |  |
| Nominace | |                                                                                                  |     |     |     |  |
| | Španělsko: María Teresa Torrová Florová, Estrella Cabezaová Candelaová, Sílvia Solerová Espinosová, Anabel Medinaová Garriguesová, nehrající kapitánka Conchita Martínezová |                                                                                                  |     |     |     |  |
| | Polsko: Agnieszka Radwańská, Urszula Radwańská, Paula Kaniová, Alicja Rosolská nehrající kapitán Tomasz Wiktorowski                                                         |                                                                                                  |     |     |     |  |
| Podrobnosti | |                                                                                                  |     |     |     |  |
| | Polsko postoupilo do nejvyšší etáže soutěže – Světové skupiny, poprvé od roku 1994. Španělsko ji rok po návratu opět opustilo.                                              |                                                                                                  |     |     |     |  |